# Cistectomia
La cistectomia és l'extirpació quirúrgica de tota o part de la bufeta urinària. També es pot utilitzar poques vegades per referir-se a l'extirpació d'un quist. El trastorn més habitual que requereix l'extirpació de la bufeta urinària és el càncer de bufeta.
Es poden realitzar dos tipus principals de cistectomies:
- Cistectomia parcial: també coneguda com a cistectomia segmentària, implica l'extirpació només d'una part de la bufeta.[3]
- Cistectomia radical: implica l'extirpació de tota la bufeta juntament amb els ganglis limfàtics circumdants i altres òrgans propers que contenen càncer.[4]

L'avaluació del teixit eliminat durant la cistectomia i la dissecció dels ganglis limfàtics ajuda a determinar l'estadi patològic del càncer. Aquest tipus d'estadificació del càncer es pot utilitzar per determinar el seguiment, el tractament i el seguiment necessaris juntament amb el pronòstic potencial.
Després d'extirpar la bufeta, és necessària una derivació urinària per permetre l'eliminació de l'orina.